# Просто кров
Просто кров (англ. Blood Simple) — американський трилер 1984 року.
Український переклад зробила студія Цікава ідея на замовлення Гуртом..

## Сюжет
Джуліан Марті, власник бару в техаському містечку, підозрює свою дружину Еббі у зраді. Він наймає приватного детектива Лорена, щоб той з'ясував, хто є коханцем його дружини. Лорен незабаром з'ясовує, що ним є Рей — працівник бару Джуліана. Тоді Джуліан пропонує детективу за додаткову винагороду вбити Еббі та Рея. Лорен погоджується але робить трохи інакше, що тягне за собою ще більше смертей.

## У ролях
| Актор              | Роль                            |
| ------------------ | ------------------------------- |
| Джон Гетц          | Рей                             |
| Френсіс Макдорманд | Еббі                            |
| Ден Хедайя         | Джуліан Марті                   |
| М. Еммет Волш      | приватний детектив Лорен Віссер |
| Семм-Арт Вільямс   | Моріс                           |
| Дебора Ньюманн     | Дебра                           |
| Ракель Гавіа       | господиня                       |
| Ван Брукс          | людина з міста Лаббок           |
| Сеньйор Марко      | містер Гарсія                   |
| Голлі Гантер       | Елен Тренд                      |

## Цікаві факти
- На роль Еббі спочатку прослухувалася Голлі Гантер, але, оскільки вона отримала роль у театральній п'єсі в Нью-Йорку, вона запропонувала своїй сусідці по кімнаті Френсіс Макдорманд пройти проби. Це стало першою роллю в кіно для Макдорманд, яка одружилася з Джоелом Коеном, знялася в п'яти коенівських картинах і отримала «Оскар» за головну жіночу роль у фільмі «Фарго».
- На автовідповідачі в будинку Моріса записаний голос Голлі Гантер, яку попросили хоча б записати для фільму коротку речівку.
- У сценарії персонаж Еммета Волша іменувався «Лорен Віссер», але в самому фільмі його по імені не називають жодного разу (тільки на його запальничці можна побачити напис «Лорен»), і в титрах його позначили, як «Приватного детектива», щоб не плутати глядачів.
- Режисерська версія картини коротше студійної.
- Для повторного виходу в прокат і спеціального видання на DVD 2001 року Коени зняли вступ, в якому вигаданий продюсер Мортімер Янг (голова вигаданої компанії «Forever Young Films», що займається відновленням пошкоджених кіноплівок) у виконанні Джорджа Івза, розповідав про роботу над картиною.
- Короткий рекламний ролик до цього фільму був знятий задовго до початку зйомок самої картини. У ньому забруднений в крові Брюс Кемпбелл повзе по дорозі, так само як персонаж, якого у фільмі зіграє Ден Гедая.